# 不規則衛星
不規則衛星（ふきそくえいせい）とは、天文学において離心率が大きく傾いた順行軌道や、逆行軌道を持っているような衛星のことを現す。
それらは規則衛星とは異なり、当該惑星近傍とは異なる場所で形成されたものが現在の軌道に捕えられたのだと推測されている。
1997年以前はフォボス、ヒマリア等の10個ほどしか、不規則衛星が知られていなかったが、1997年以降木星型惑星において、次々発見された。これらの衛星は惑星の近くの軌道から巨大惑星の重力圏に入った際現在の位置に捉えられたと考えられている。また、これらの星の起源をカイパーベルト天体に求める研究者もいる。
木星型惑星の不規則衛星の探査機による近接撮影の前例は、地表の詳細が十分に判別できる画像としては、土星のフェーベと海王星のトリトンの2天体のみである。このほか木星のヒマリアや海王星のネレイドが探査機によって撮影された例はあるが、これらは距離が離れていたため詳細な画像は得られなかった。

## 定義
| 惑星   | rH (Gm) |
| ------ | ------- |
| 木星   | 51      |
| 土星   | 69      |
| 天王星 | 73      |
| 海王星 | 116     |

不規則衛星にはきちんと決められた定義があるわけではなく、一般的に主惑星からの距離が大きく、軌道平面の歳差運動が主に太陽に制御されるようなものを言う。
実際は、衛星の長半径を惑星のヒル球（惑星の重力範囲圏を表した球）の距離rHと比較することによって考えられることが多く、おおむね軌道長半径が0.05rHよりも大きく遠点が0.65rHよりも遠くに達するものを不規則衛星と言う。
右表は各々の惑星のヒル球が1となる距離を表している。

## 軌道

### 分布

木星 (赤)、土星 (黄色)、天王星 (緑)、海王星 (青) の不規則衛星。水平軸はヒル球の半径、惑星からの距離（長半径）を示している。縦軸は軌道傾斜率を表し、円や点は相対的な大きさを表す。

知られている不規則衛星の軌道は多種多様であるが、規則性もある。逆行の不規則衛星は順行のものよりもさらに規則性がある。軌道傾斜角が55°よりも大きい衛星はほとんど発見されていない。また、順行衛星の場合、その角度は130°より小さい。さらに、大きな衛星がいくつかの小さな衛星と軌道を共有するグループもいくつかある。
惑星から遠く外側に軌道を持つ衛星は、短い期間で軌道要因が太陽の重力や自己の軌道の影響によって大きくかき混ぜられている。例えばパシファエの長半径は、パシファエの軌道一周（2年）で1.5Gmも変化し、軌道傾斜角にして10°、離心率は木星時間の2年（24年）で0.4の変化があった。
よって、平均の軌道要素（時間平均）は軌道と日付から位置を割り出すより、むしろ小惑星の族を決めるのに使われるように個別化とグループ分けに使われる。